# ヤマメ
ヤマメ（学名：Oncorhynchus masou、山女魚、山女）は、サケ目サケ科に属する魚であるサクラマスのうち、降海せずに、一生を河川で過ごす河川残留型（陸封型）の個体のこと。北海道から九州までの川の上流などの冷水域に生息する。渓流の女王と呼ばれる事もある。

## 概要
ヤマメは、北海道、東北地方の一部では「ヤマベ」とも呼ばれる。また、九州の一部の地域（福岡県、熊本県、大分県など）ではヤマメとアマゴを総称して「エノハ」とも言う。2年魚でも全長は20cm程にしかならないが、ダム湖などに下り再び遡上してくるものは40cmに達するものもいる。秋期に河川上流域のおもに本流の砂礫質の河川に産卵床を形成し1腹200粒ほどの産卵をするので、保護を目的として漁協や県などの自治体などが管理する河川では10月から4月頃までが禁漁期間となっている。新潟県での回帰率は、0.03%と推定されている。

### 分布
天然での分布域は北海道、本州の関東以北の太平洋岸と日本海側全域、瀬戸内海側を除く九州に分布し、アマゴと分布が分かれている。しかし、近年盛んになった放流により分布が乱れている。体側には青色のパーマークが並び、全長40cm位まで成長する。神奈川県は、太平洋岸の天然ヤマメの南限とされている。静岡県はアマゴの分布域といわれ、一部の地域では、混在しているものと考えられている。ヤマメ域にアマゴ、アマゴ域にヤマメが放流され、両者は容易に交配してしまい神奈川県や山梨県内ではヤマメとアマゴの中間的な魚も発見されており、分布域は曖昧になりつつある。

### 特徴

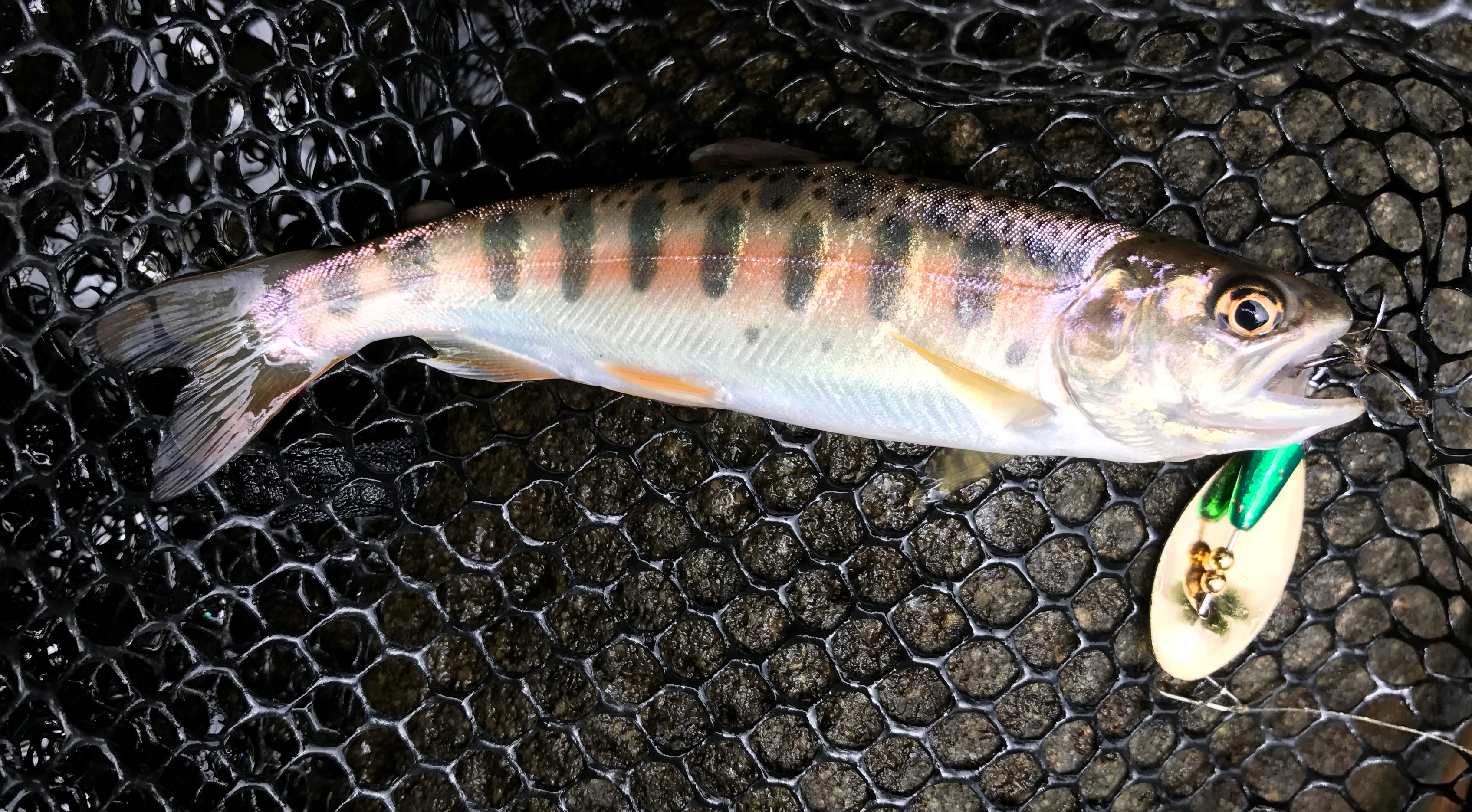
ヤマメ。上下方向の色の濃い楕円形模様がパーマーク

体の側面に上下に長い「木の葉・小判状」の斑紋模様（パーマーク）があるのが特徴で、成長とともに次第に薄くなり、30-40cmクラスになると一般には、サクラマスのような銀色に近い魚体となるが、熊本県の沢においては大型ながら、紅みを残した魚体（通称・紅ヤマメ）が地元の釣り人に確認されている。また下北半島の大畑川にはスギノコと呼ばれる普通のヤマメと比較すると、体色が濃くて青緑色を帯びており、パーマークがやや小さいヤマメが生息している。通常ヤマメはイワナよりやや下流に生息するとされるがスギノコはイワナよりも上流に生息している。生息上限温度は24℃で、24℃で餌を食べなくなり26℃で死亡する。
繁殖期になると、体全体が黒っぽくなり、薄い桃色から濃い紅色までの婚姻色が体側からヒレなどに不定形に表れる。降海型個体は産卵活動を行うと死亡するが、河川残留型個体は死亡せず翌年2回目の産卵を行う。

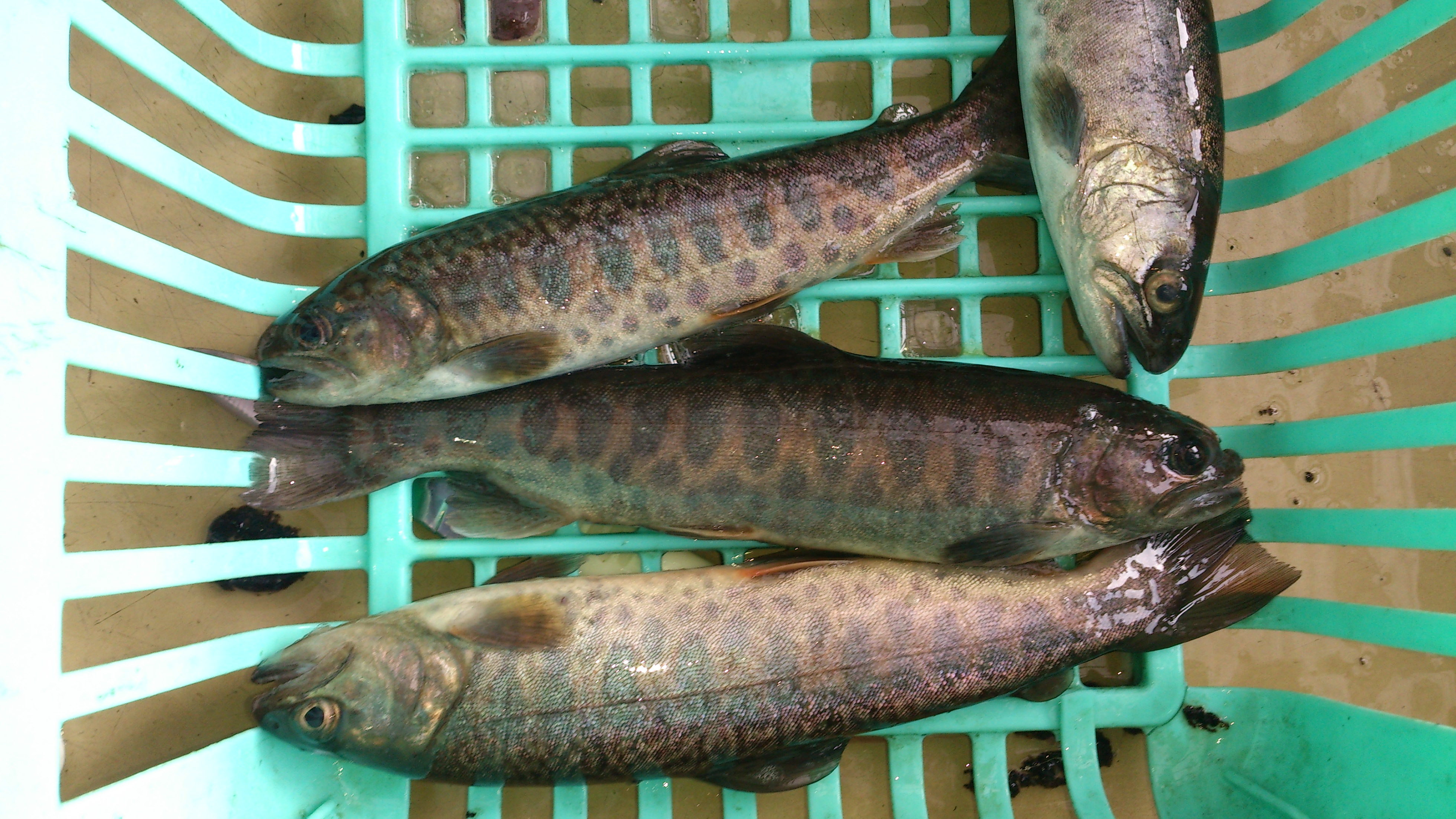
カワサバ（イワナ×ヤマメ）

上4匹カワサバ、下から2番目イワナ、一番下ヤマメ

イワナと同様現在一般に各地で見られるヤマメは、その多くが養魚繁殖魚を放流したものであり、これがその地域に本来生息していた個体と交雑し、純粋な地域型個体が残っている河川はかなり少ないと考えられている。ヤマメの生息域にアマゴ、あるいはアマゴの生息域にヤマメが放流されたためにヤマメとアマゴが置き換わってしまったりヤマメとアマゴが交雑しアマゴとヤマメの中間的な魚が生まれ雑種が生息している地域があり問題となっている。
本来イワナとヤマメはイワナがヤマメより上流に、ヤマメがイワナより下流に棲むと生物学の棲み分けでも一例として紹介されているが、近年は堤等により生息場所や産卵場所が限れたり、イワナ域とヤマメ域関係なく両者を放流するなどが原因とみられるイワナとヤマメの交雑個体「カワサバ」がみられる。
カワシンジュガイの幼生がエラやヒレに付き移動する。

## ヤマメの亜種
倍数体受精から胚発生までの温度やpHを調整して倍数体個体を成長させる技術が確立している。この技術により作出し淡水養殖された個体は通常の個体よりも短期間で大型化し「銀桜サーモン」の呼称で商品化され遊漁に利用される。

## 料理

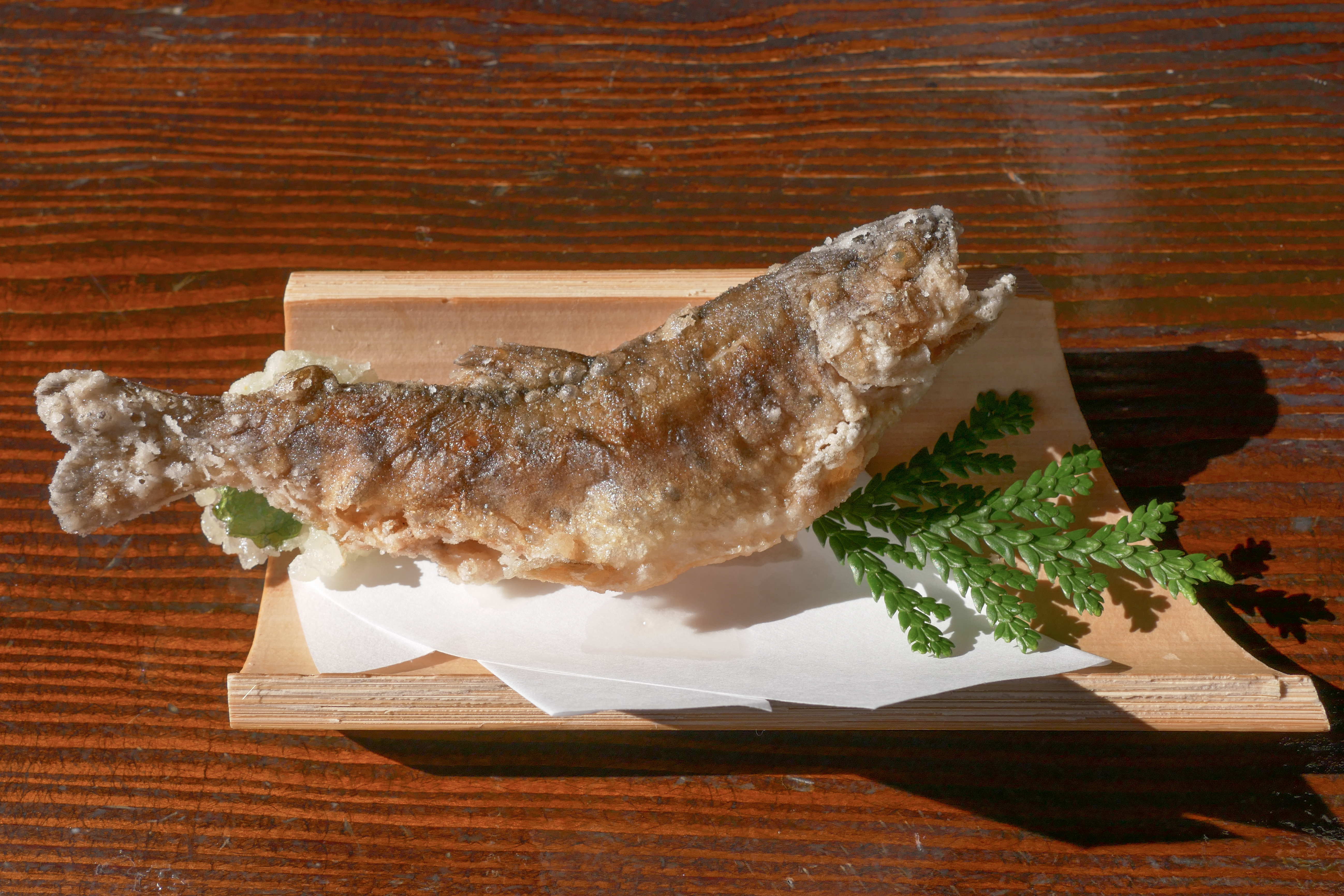
ヤマメの塩焼き

食べ方は、小さなものは内臓を除いてそのまま唐揚げに、酢に浸して酢漬けで、大きな物は塩で身を締めてから塩焼き、その他、癖がない味なので大抵の料理にできるが、寄生虫がいることがあるので生では食べないほうが安全。
宮崎県三股町のしゃくなげの森では、養殖したヤマメの卵を特産品として販売している。販売する卵は、その色合いから「黄金イクラ」と名づけられている。

## 資源保護
水域によって異なるが、イワナなどと共に産卵期間の10月から翌年2月から4月頃までを中心に、資源保護を主目的とした禁漁期間が設定されている。漁法（捕獲方法）と共に、捕獲可能な体長の制限がなされている場合も有る。

### 遊漁

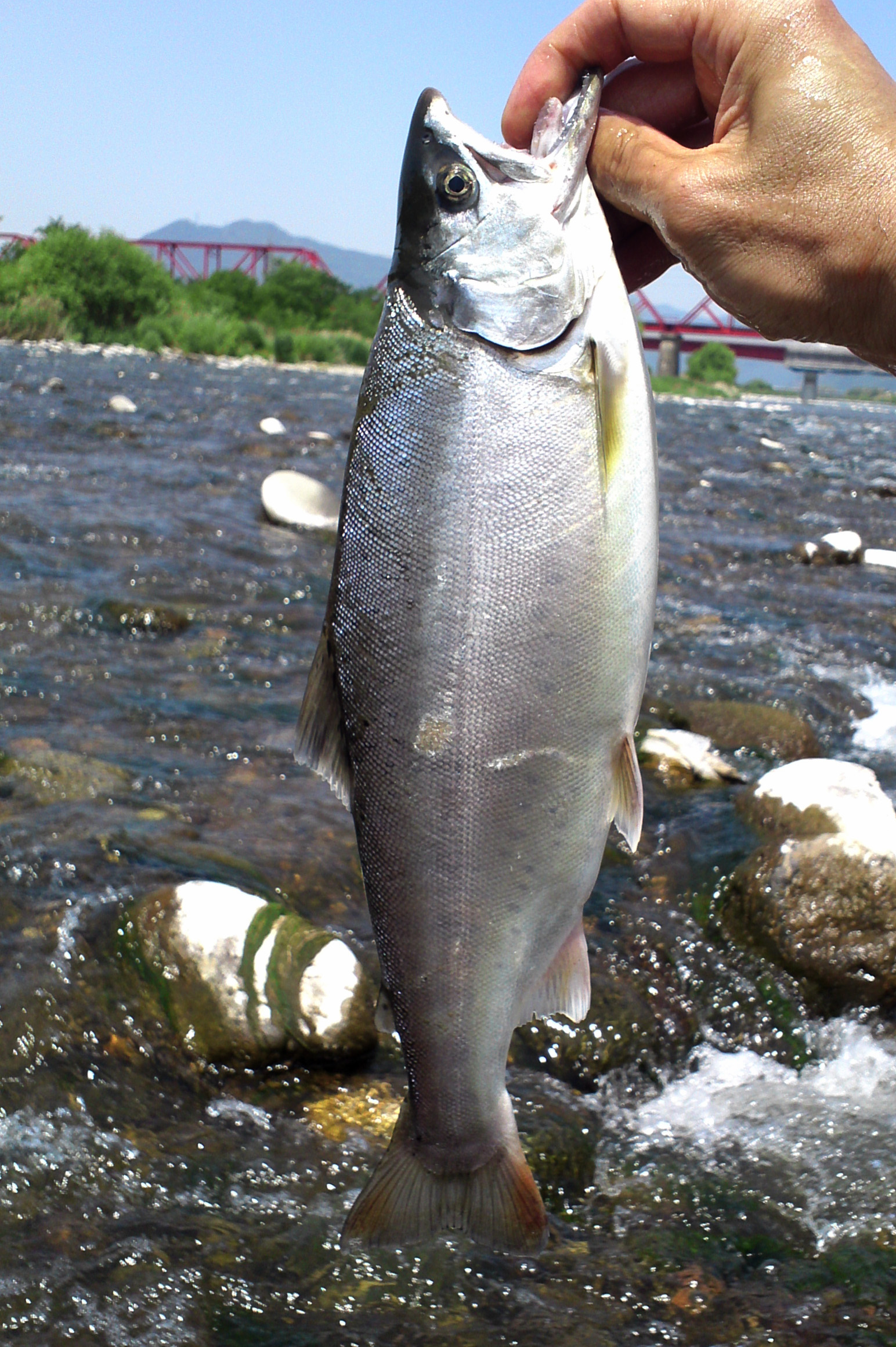
性成熟が進んだ河川残留型のメス（初夏）

河川の漁業権を持つ漁業協同組合の指定の元、入漁が認められている。

#### 渓流釣り
- 河川でのヤマメ、アマゴ釣りは、難易度が高い渓流釣りである。対象魚であるイワナ、ニジマスなどに比べ大変警戒心が強い。釣る際にはヤマメに人の気配を感じさせないことが大切である。竿は、振り疲れないように軽めのものが良い。
- エサを使った釣法は、目印をつけたミャク釣りである[12]。糸は、非常に細いものにし、鉤もできれば小型にしたい。近年はゼロ釣法が流行している。エサは、春先の水棲昆虫の少ない時期はイクラやブドウ虫（ブドウスカシバやハチノスツヅリガ等の蛾の幼虫）が良い。河川の増水時は、ミミズが有効。普段はできる限りカワゲラ、カゲロウ、トビケラなどの河川に生息する川虫を使用すると良い。アタリは変化に富み、微妙な上、俊敏なので目印の動きをよく見て、素早くアワセる（鉤を魚の口に掛ける）必要がある。この難しさから川釣りの中でも評価の高い釣りである。尺上（30センチ以上）のヤマメは渓流釣師の憧れであり、俗に「渓流の王様」と呼ばれるイワナに対してヤマメは「渓流の女王」とも呼ばれている。ルアーを利用した釣りもありスプーンやスピナーなどが用いられる。

#### 本流、サクラマス釣り
- ヤマメ（アマゴ）は本流（河川上流域でも下流部に位置し、川幅が50m以上あるところ）でも釣ることができる。渓流域よりもエサが豊富なため、魚は大型に育ち、40cmを超えることもある。また降海型のサクラマスが溯上する河川では、シーズンなれば狙うことができる。サクラマスは60cmにもなるため、強力な引きに耐える専用の本流竿がシマノやダイワやがまかつなどのメーカーで開発・販売されている。本流竿では大型のヤマメやニジマスなども併せて狙うことが出来る。サクラマスは河川を遡上中はほとんどエサを口にしないため、「100日通って1回掛かるかどうか」と言われているほど難易度の高い釣りである。

##### 参考画像（主な餌）

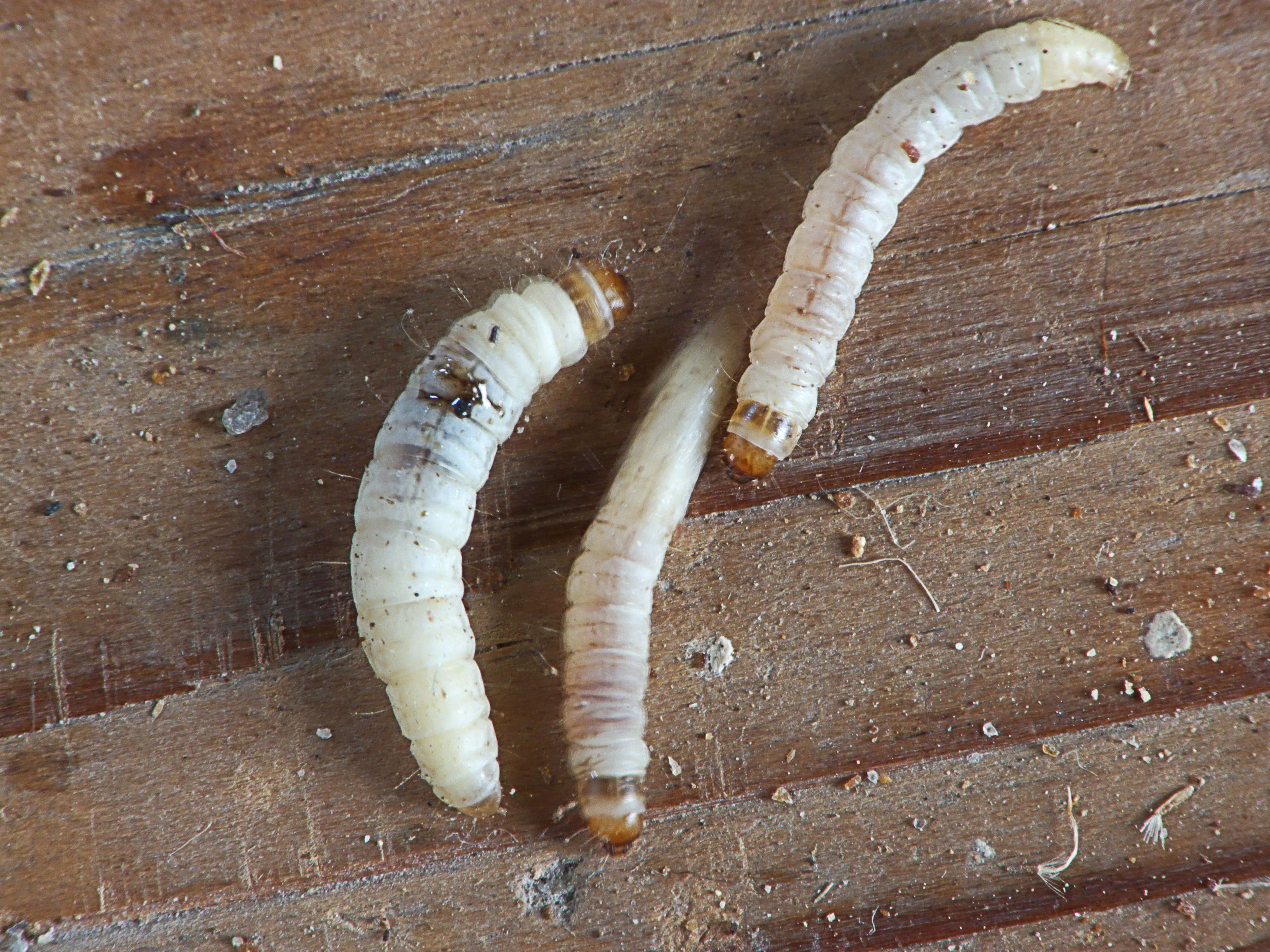
ブドウ虫の代わりに使われているメイガ科のコハチノスツヅリガ（Lesser Wax Moth）の幼虫ワックスワーム （Waxworm）
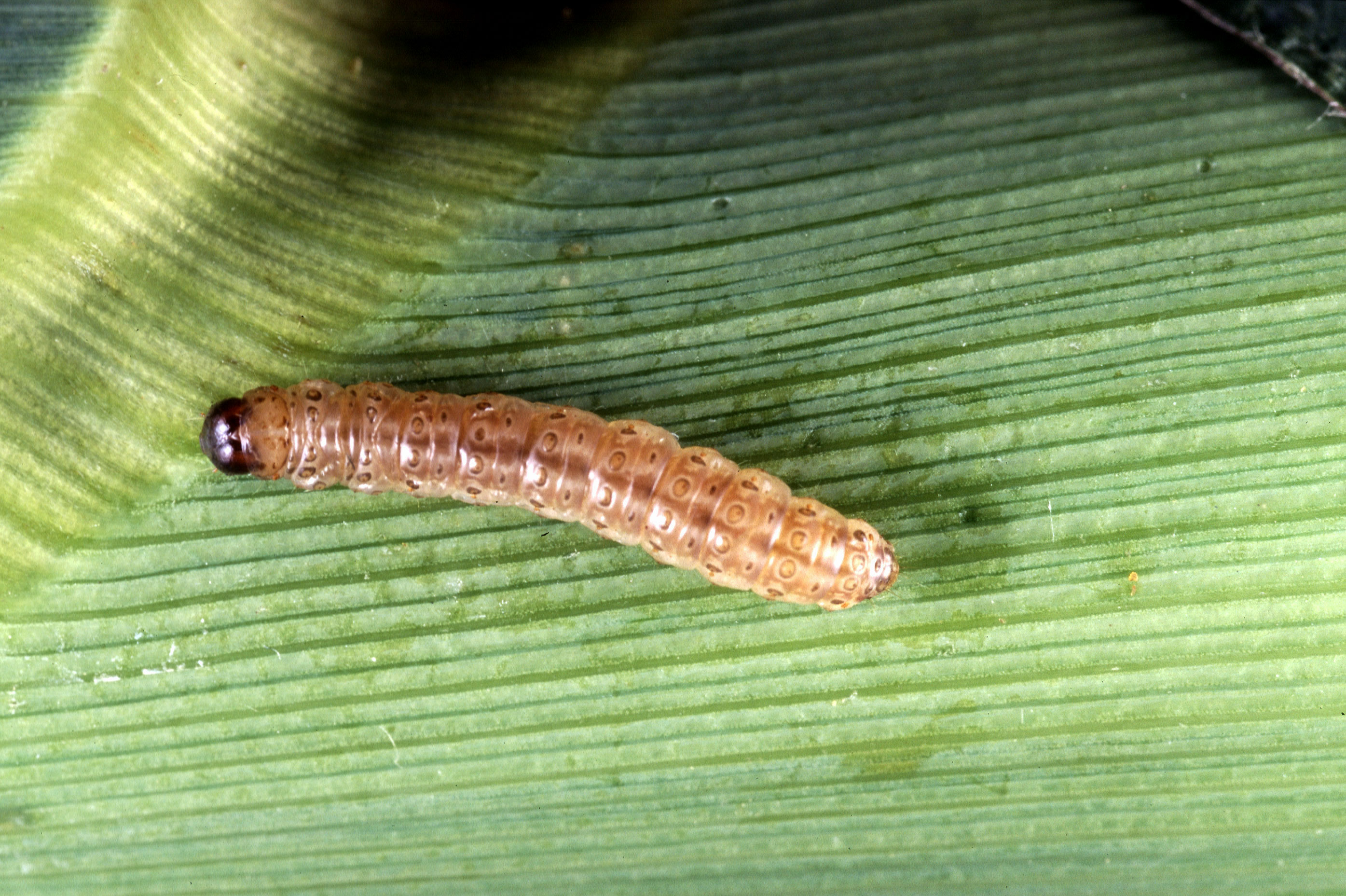
ブドウ虫の代わりに使われているメイガ科のアワノメイガの幼虫
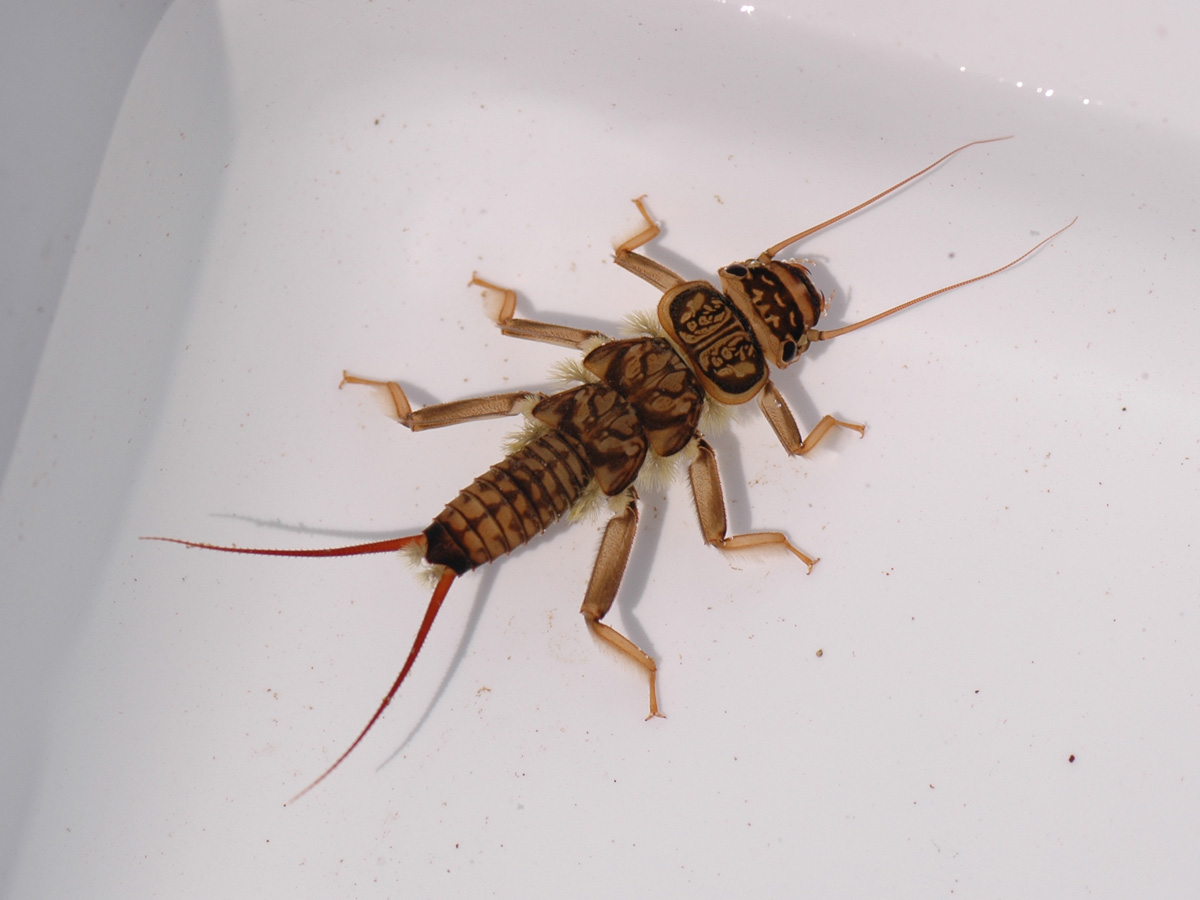
カワゲラの幼虫
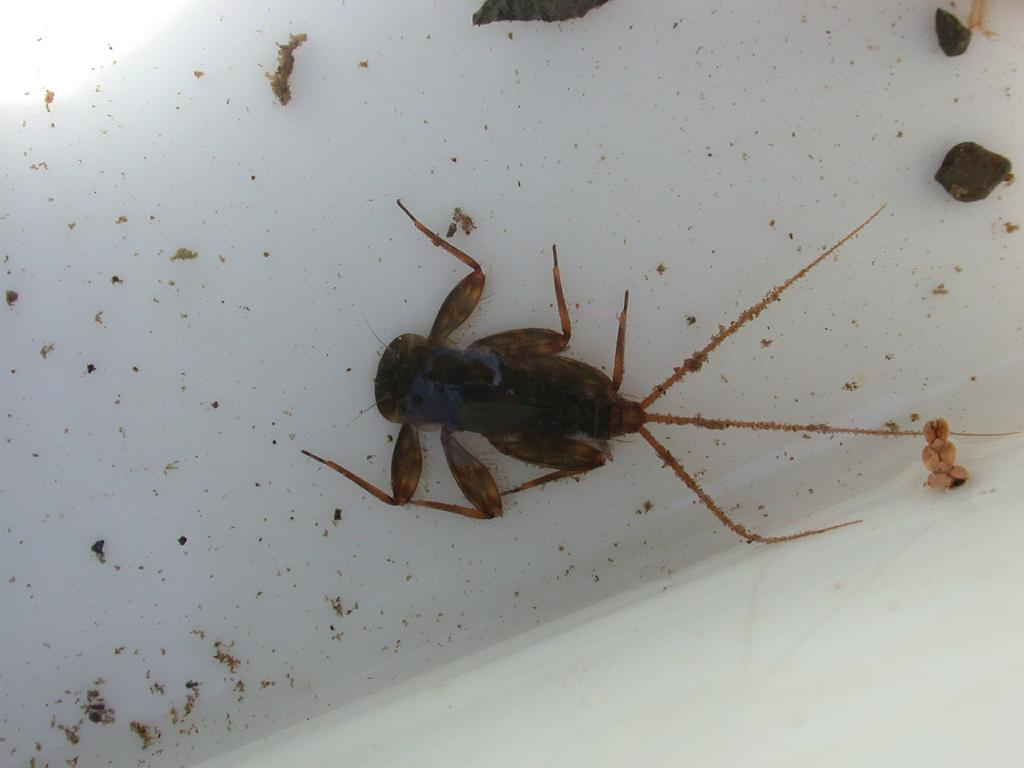
クロタニガワカゲロウの幼虫
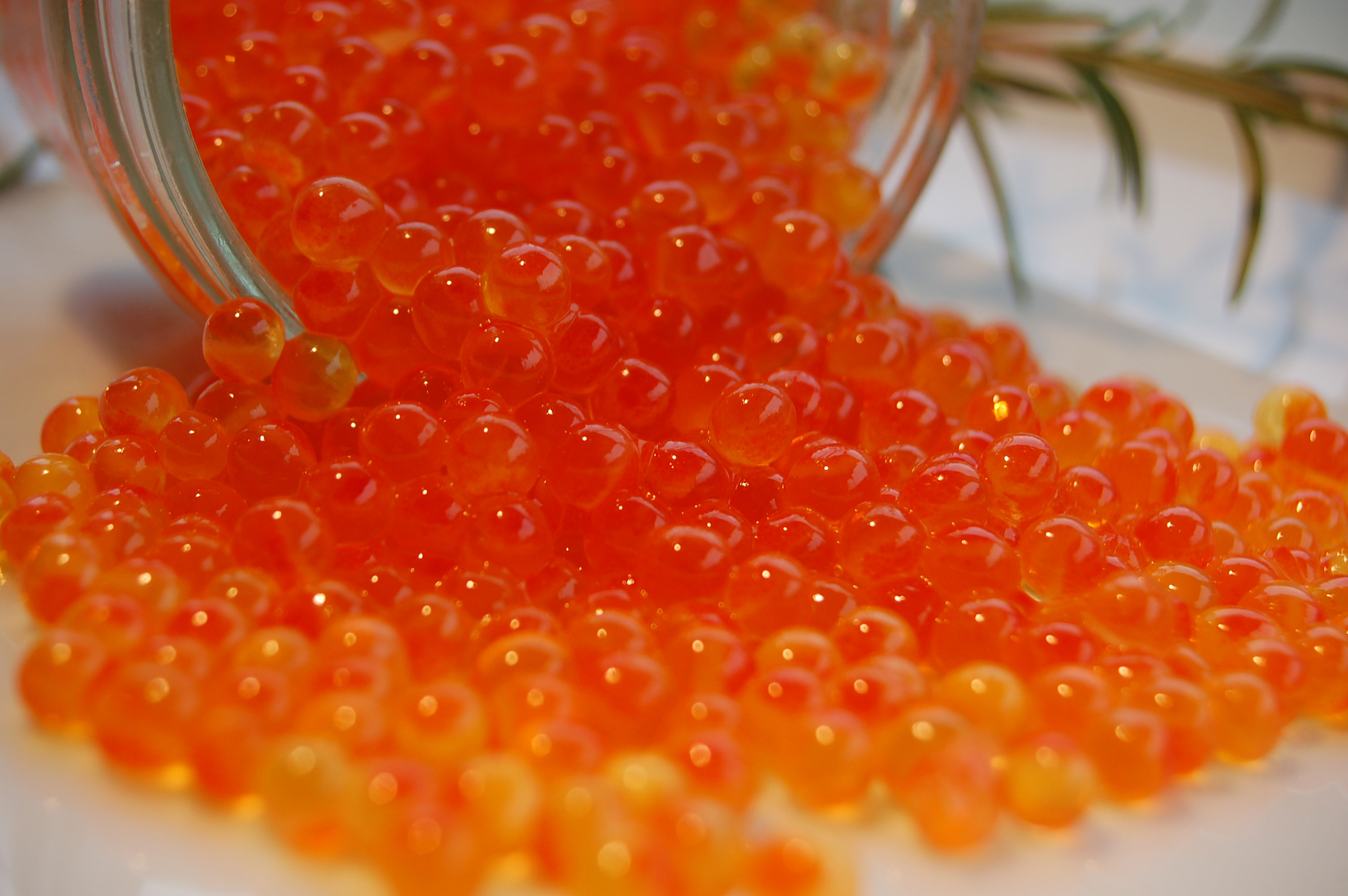
イクラ。 塩蔵品を釣り餌に使用する

## ヤマメを題材にした作品

### 書籍
村上康成著 徳間書店 刊
『ピンク、ぺっこん』 ISBN 978-4198612320
『ピンクのいる山』 ISBN 978-4198612177
『ピンクとスノーじいさん』 ISBN 978-4198612450
『ピンク!パール!』 ISBN 978-4198612603

### 音楽
『山女魚 (宮沢昭のアルバム)』

## 地方公共団体の魚
下記自治体ではヤマメを自治体の魚として指定している。
- 群馬県 嬬恋村
- 山梨県 小菅村 - 民間では日本初の養殖に成功。

## 関連文献
- 岩槻幸雄 ・松本宏人・村岡佑樹 ・中平育人・長友智紀・佐藤　葵・ 山之内　稔・田中文也 •稻野俊直 ・北西　滋 ．2023．宮崎県一ツ瀬川支流，秘境「蛇籠川」のヤマメの遺伝系統と 宮崎県の在来ヤマメの遺伝系統．Nature of Kagoshima 48：197-208.　　　　048-037.pdf (kagoshima-nature.org).
- 岩槻幸雄、田中文也、稻野俊直、関伸吾、川嶋尚正「サクラマス類似種群4亜種におけるCytochrome b全域(1141 bp)解析による6つの遺伝グループの生物学的特性と地理的遺伝系統(Iwatsuki et al.2019の解説)」『Nature of Kagoshima= カゴシマネイチャー : an annual magazine for naturalists』第47巻、鹿児島県自然愛護協会、2021年3月、5-16頁、ISSN 18827551。
- 大島正滿, 「ヤマメ及びアマゴの分布境界線に就いて」『地理学評論』 1930年 6巻 7号 p.1186-1208_2, 日本地理学会, doi:10.4157/grj.6.1186